# Huracán Iris (1995)
El huracán Iris fue el primero de tres ciclones tropicales que afectaron las Antillas Menores en un período de tres semanas, precediendo a los huracanes Luis y Marilyn, más destructivos. La novena tormenta nombrada y el quinto huracán de la temporada de huracanes del Atlántico de 1995, Iris se desarrolló a partir de una onda tropical al este de las Antillas Menores el 22 de agosto y alcanzó la categoría de huracán en 30 horas. El huracán se debilitó a tormenta tropical antes de cruzar las islas del Caribe oriental del 26 al 28 de agosto. Durante ese tiempo, Iris se convirtió en una de las cuatro tormentas tropicales activas en la cuenca atlántica. Anteriormente, había interactuado con el huracán Humberto y, a partir del 30 de agosto, con la tormenta tropical Karen. Iris se intensificó de nuevo hasta convertirse en huracán y alcanzó vientos máximos sostenidos de 175 km/h (110 mph) mientras se desplazaba lentamente por el Atlántico central. El huracán aceleró hacia el norte y absorbió a Karen, que se disipaba, el 3 de septiembre. Iris se debilitó a tormenta tropical y se convirtió en extratropical el 4 de septiembre, aunque sus remanentes recuperaron vientos huracanados, antes de afectar Europa occidental el 7 de septiembre. La tormenta se disipó poco después.
Como tormenta tropical, Iris produjo fuertes lluvias en gran parte de las Islas de Sotavento. En las Antillas Menores meridionales, el oleaje intenso causó inundaciones costeras en Trinidad, mientras que en Martinica, más al norte, las precipitaciones significativas provocaron inundaciones y deslizamientos de tierra. La amenaza del huracán detuvo las evacuaciones aéreas en Montserrat, que se veía amenazada por la erupción del volcán Soufrière Hills. Se registraron cinco muertes asociadas con Iris: cuatro en Martinica y una en Guadalupe.

## Historia meteorológica
Una onda tropical salió de África occidental el 16 de agosto de 1995, con una circulación que emergió justo al sur de Dakar, Senegal. Fue la primera de cuatro ondas consecutivas que posteriormente se convertirían en ciclones tropicales. A medida que el sistema avanzaba hacia el oeste, las tormentas eléctricas disminuyeron el 18 de agosto, antes de que se reorganizaran gradualmente. Alrededor de las 12:00 UTC, el Centro Nacional de Huracanes (NHC) clasificó el sistema como Depresión Tropical Diez, a unos 1110 km (690 mi) al este de las Antillas Menores. En esa época, la depresión contaba con una zona de convección bien organizada y una circulación evidente, como lo confirmó un barco cercano. A las seis horas de haberse desarrollado, la depresión se había intensificado hasta convertirse en tormenta tropical. Inicialmente, los modelos de pronóstico de ciclones tropicales tuvieron dificultades para predecir el futuro de la tormenta, debido a la interacción incierta entre ésta y la tormenta tropical Humberto al noreste. En tiempo real, el NHC elevó la intensidad de la depresión a tormenta tropical Iris a las 15:00 UTC del 23 de agosto, aproximadamente 21 horas después de lo evaluado en el análisis posterior. La intensidad se basó en estimaciones satelitales. En ese momento, la tormenta tenía un denso y desigual cielo cubierto en el centro (una zona circular uniforme de tormentas eléctricas), así como bandas de lluvia al norte y al sur. Un vuelo de cazadores de huracanes a última hora del 23 de agosto indicó que Iris era significativamente más fuerte, reportando vientos sostenidos de 10 segundos de 106 mph (171 km/h) a nivel de vuelo. Con base en la lectura, se estima que Iris alcanzó el estado de huracán alrededor de las 1800 UTC de ese día, o aproximadamente tres horas después de que se le bautizó.
Tras fortalecerse como huracán, Iris viró hacia el oeste-suroeste debido a la interacción con el huracán Humberto. Una baja presión en niveles altos al norte de Puerto Rico incrementó la cizalladura del viento sobre el huracán, lo que desplazó su centro de la convección profunda. Como resultado, Iris se debilitó a tormenta tropical el 24 de agosto, tras unas 24 horas de huracán. A medida que la tormenta se acercaba a las Antillas Menores, las tormentas eléctricas disminuyeron notablemente y el patrón nuboso se desorganizó. Incluso el 25 de agosto, existía incertidumbre sobre si Iris continuaría hacia las islas o viraría hacia el norte. Una nueva circulación se convirtió en el centro dominante a medida que la tormenta continuaba hacia el oeste, e Iris rozó Santa Lucía a primera hora del 26 de agosto. Una vaguada que se aproximaba desvió la tormenta hacia el noroeste, acercándola a la mayor parte de las Antillas Menores. A primera hora del 27 de agosto, Iris se debilitó a una intensidad de 64 km/h (40 mph), aunque inmediatamente comenzó a fortalecerse. Más tarde ese mismo día, el centro tocó tierra en Montserrat, Anguila y Barbuda con vientos superiores a 95 km/h (60 mph).

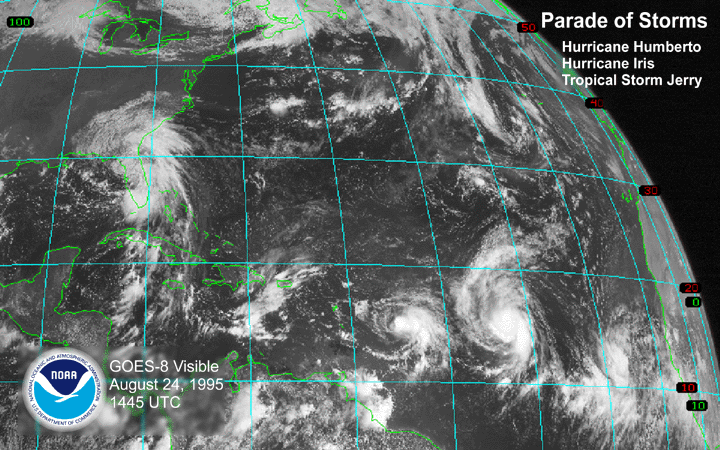
Una imagen satelital del Océano Atlántico el 24 de agosto que incluye el Humberto, Iris, la Jerry y dos olas que finalmente se convertirían en la Karen y el Luis

El 28 de agosto, Iris se alejó de las Antillas Menores y a las 1800 UTC recuperó la categoría de huracán al iniciar un movimiento constante hacia el norte-noroeste. Para ese momento, había incertidumbre sobre su trayectoria futura debido a las posibles interacciones entre Iris, Humberto al noreste, la tormenta tropical Karen al sureste y los remanentes de la tormenta tropical Jerry al oeste. Además, después de que se formara la tormenta tropical Luis el 27 de agosto, hubo cuatro ciclones tropicales activos en el Atlántico. Unos días después, hubo tres huracanes simultáneos, lo cual es un evento raro, cuando Luis alcanzó la categoría de huracán. El 30 de agosto, Iris giró al noreste al comenzar a interactuar directamente con la tormenta tropical Karen. Durante los días siguientes, la tormenta tropical, de menor tamaño, se desplazó alrededor de la circulación mayor de Iris, lo que podría provocar que el huracán se moviera erráticamente. La intensidad de Iris no varió significativamente durante ese tiempo y mantuvo una fuerte corriente de salida, pero una pared del ojo débil. Una vaguada que se desplazaba hacia el este la desvió hacia el norte, lo que provocó que el movimiento se volviera casi estacionario. Una cresta en formación hacia el noreste hizo que Iris virara hacia el noroeste el 1 de septiembre. Para entonces, el ojo ya se había vuelto nítido y bien organizado, y a las 0600 UTC de ese día, Iris alcanzó vientos máximos de 110 mph (175 km/h) al sureste de Bermudas.
Tras alcanzar su máxima intensidad, el huracán comenzó a debilitarse debido al aumento de la cizalladura y al enfriamiento de las aguas. Una vaguada que se aproximaba desvió a Iris hacia el norte, y en la madrugada del 3 de septiembre, el huracán pasó a unos 565 km (350 mi) al este de Bermudas. Ese día, Iris absorbió la depresión tropical Karen que se estaba disipando. Aceleró hacia el noreste al perder características tropicales y, tras debilitarse a tormenta tropical, Iris se transformó en ciclón extratropical el 4 de septiembre al sureste de Terranova. Los remanentes de Iris giraron hacia el este, moviéndose en tándem con una tormenta extratropical al norte. El 5 de septiembre, la presión barométrica cayó más de 24 milibares (0,71 inHg), lo que calificó como una bomba meteorológica. Al día siguiente, los vientos se intensificaron hasta alcanzar la categoría de huracán, y la tormenta mantuvo su trayectoria hacia el este gracias al debilitamiento de una dorsal al norte. La presión alcanzó un mínimo de 957 mbar (28,3 inHg) a primeras horas del 7 de septiembre, inferior a la registrada cuando Iris era tropical. Ese día, la tormenta se debilitó al entrar en el Canal de la Mancha y los remanentes extratropicales continuaron por Europa Occidental.

## Preparativos e impacto

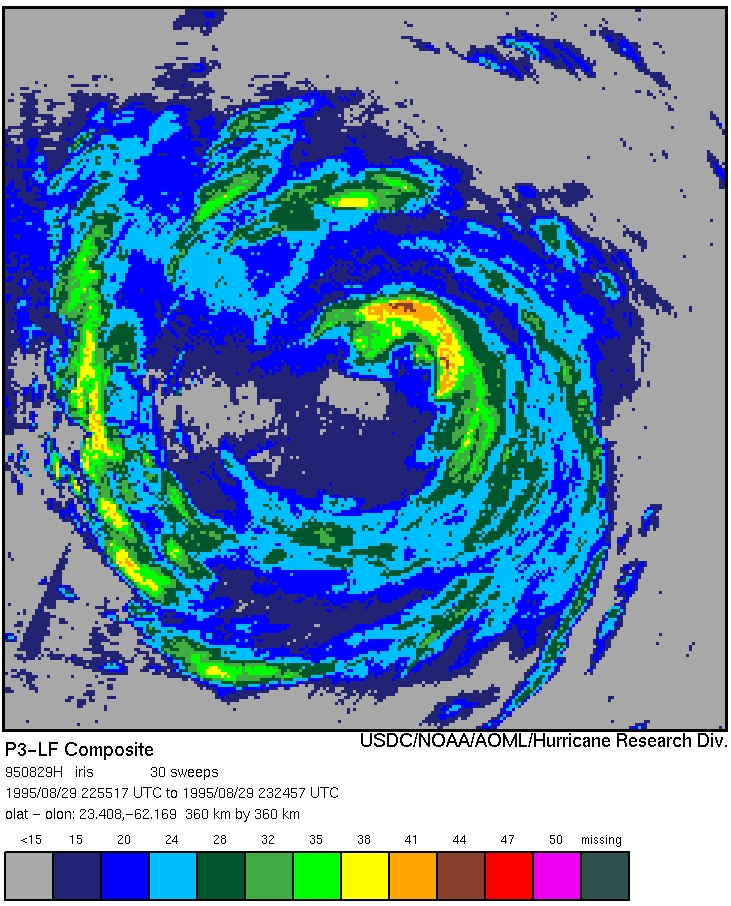
Imagen del radar meteorológico del huracán Iris el 29 de agosto

Antes de que Iris atravesara las Antillas Menores, se emitieron alertas de tormenta tropical, y posteriormente, avisos, desde Barbados hasta las Islas Vírgenes Británicas. La tormenta generó vientos con fuerza de tormenta tropical en el Caribe oriental, aunque el principal fenómeno meteorológico se debió a fuertes lluvias. Las inundaciones provocaron evacuaciones en comunidades de Santa Lucía, Dominica y San Vicente y las Granadinas. Iris fue la primera de tres tormentas que afectaron la región en un período de tres semanas, precediendo a los huracanes Luis y Marilyn, más destructivos.
En el oeste de Trinidad, un alimentador generó vientos de 60 km/h (37 mph) a lo largo del Golfo de Paria. Los vientos incrementaron el oleaje, lo que provocó inundaciones costeras y algunos daños a embarcaciones. En Martinica, Iris produjo ráfagas de viento de 90 km/h (56 mph), con lluvias torrenciales. Una estación en Les Trois-Îlets registró 48 mm (1,89 pulgadas) en un período de 30 minutos, y el total más alto en la isla fue de 450 mm (17,72 pulgadas) en Ducos. Las lluvias provocaron deslizamientos de tierra que causaron la muerte de cuatro personas, dos de ellas tras el derrumbe de una casa en Le Vauclin. Se registraron inundaciones en las zonas costeras de Martinica y graves daños en la ciudad sureña de Le Vauclin. Al norte de Martinica, los vientos alcanzaron los 69 km/h (43 mph) en Dominica. Al pasar por Guadalupe, la tormenta produjo vientos sostenidos de 72 km/h (45 mph), con ráfagas de hasta 105 km/h (65 mph) en La Désirade. Hubo una muerte en la isla después de que una persona se ahogara en un río inundado por una tormenta. Al noroeste, el huracán avanzó sobre Montserrat, causando problemas adicionales en la isla apenas unas semanas después de que el volcán Soufrière Hills comenzara a entrar en erupción. Las autoridades de la isla cerraron el aeropuerto principal debido a la tormenta, lo que impidió a los residentes evacuar la isla por la amenaza del volcán. Más al norte, Iris dejó caer 150 mm de lluvia en Antigua, que destruyó árboles de plátano y causó inundaciones en zonas bajas.
Debido a las incertidumbres en la trayectoria de Iris, el gobierno de Bermudas emitió un aviso de tormenta tropical el 1 de septiembre. Este aviso fue rebajado el 3 de septiembre después de que el huracán pasara por alto la isla. Más tarde, después de que Iris se volviera extratropical, la tormenta produjo vientos de 45 mph (72 km/h) en La Rochelle, en la costa atlántica de Francia.